# Objetivo de Desenvolvimento Sustentável 2
O Objetivo de Desenvolvimento Sustentável 2, estabelecido pela Organização das Nações Unidas em 2015, visa acabar com  o problema da fome extrema e desnutrição global. A missão do ODS 2, Fome Zero e Agricultura Sustentável é: “erradicar todas as formas de fome e a má-nutrição até 2030, garantindo que todas as pessoas especialmente as crianças, tenham acesso suficiente a comidas nutritivas durante todo o ano. Isso envolve promover ações agrícolas sustentáveis, apoiar pequenos agricultores e garantir acesso igualitário à terras, tecnologia e mercados. Também requer cooperação internacional para garantir investimentos em infraestrutura para apoiar a produção agrícola. Junto com outros objetivos, podemos eliminar a fome em 2030.". 